# Divisió de Patiala
La divisió de Patiala és una entitat administrativa del Panjab (Índia), amb capital a Patiala. Fou creada el 1948 i actualment la formen cinc districtes (el de Ludhiana li fou):
- Districte de Patiala.
- Districte de Fatehgarh Sahib.
- Districte de Rupnagar.
- Districte de Sangrur.
- Districte de Ludhiana, agregat el 1973).

En total hi ha 26 subdivisions, 26 tehsils, i 53 subtehsils. El primer comissionat fou nomenat el 1948 i té poder administratius i quasi judicials en virtut de diverses lleis entre les quals la Punjab Land Revenue Act de 1887, Northern India Canal and Drainage Act de 1873, The Indian Arms Act de 1959, Punjab New Mandi Township Act de 1960 i altres. Entre les seves funcions està la d'inspeccionar les diverses oficines i la recaptació.